# 莎拉·L·凯勒
莎拉·L·凯勒（1967年4月13日—）是一位美国生物物理学家，华盛顿大学教授，美國科學促進會和美國物理學會会士，研究方向为软物质的自组装系统。